# Ivana Sajko
Ivana Sajko (Zagabria, 8 dicembre 1975) è una scrittrice, drammaturga e regista teatrale croata.

## Biografia e carriera
Nata a Zagabria, Sajko ha studiato drammaturgia presso l'Accademia di arti drammatiche dell'ateneo locale. Ha poi conseguito una laurea magistrale in letteratura lettere presso la Facoltà di Scienze Umane e Sociali della stessa Università.
Ha esordito con la pièce "Naranča u oblacima" ("Arancia tra le nuvole"), per la quale le è stato conferito nel 1998 il Premio statale croato per i testi drammatici, dando avvio a una carriera letteraria comprendente pièce teatrali e romanzi, che affrontano temi quali la guerra, i conflitti sociali e le emozioni umane.. Nel 2000 ha co-fondato a Zagabria il collettivo teatrale BadCompany, in cui ha lavorato come drammaturga e regista fino al 2005.
In parallelo alla carriera autoriale, Sajko è stata docente ospite presso l' Accademia d'arte drammatica di Zagabria, redattrice della rivista di performance art "Frakcija" e della rivista letteraria "Tema", e ha condotto un programma televisivo sul teatro contemporaneo, "V-efekt". Ha partecipato al programma DAAD Artisti a Berlino nel 2016/2017.
L'opera di Sajko è caratterizzata dall'analisi di temi sociali e politici; le sue narrazioni esplorano spesso le prospettive femminili e le questioni sociali.
Nel 2017 ha firmato la Dichiarazione sulla lingua comune dei croati, serbi, bosniaci e montenegrini .

### Riconoscimenti
Sajko è stata nominata Chevalier de l'ordre des Arts et Lettres nel 2013 e insignita dell'Internationaler Literaturpreis nel 2018.